# Tommie Sewón
Erik Tommie Daniel Sewón, tidigare  Gillberg, född 12 januari 1970 i Salems församling, Stockholms län, är en svensk låtskrivare/artist, skribent, poet och författare. 
Han arbetar också som pedagog/musiker på Fryshuset och inom Svenska kyrkan, samt som skrivcoach på frilansbasis.
Han är psalmförfattare med två bidrag i Psalmer i 2000-talet:
- Psalm 826 Gå med Gud
- Psalm 912 Psalm för ambivalenta

År 2000 debuterade han som författare till boken ”Är jag vuxen nu?” (Cordia) Han har också skrivit intervjuboken ”Botten upp” (EE-stiftelsen -03) Inspiration och metodboken ”Prata om livet med en penna” (Verbum -2014) Diktsamlingen ”Livet bebor mig” (Salvadore! Prod -2017) och romanen ”Huskroppar” (Salvadore! Prod -2017)

## Diskografi
Tommie har gett ut åtta album i eget namn efter debuten i Tommie Smajls poporkester med två album på nittiotalet. 

### Album
- 2000 - Nästan som gudar (Day Glo och Slingshot).
- 2004 - Levande ikon (Salvadore! Producerad 2003).
- 2006 - Mässa för ambivalenta (Salvadore!, Talking Music och BonnierAmigo).
- 2009 - Sår i solen (Salvadore!, Talking Music och BonnierAmigo).
- 2014 - Sånger i Sofia (Sofia församlingoch Talking Music).
- 2015 - Från Hökarängen till Paris (Öberg Recordings och Naxos).
- 2020 - Jag satt mig för att tänka (Salvadore! och Talking Music).
- 2023 - Psalmer, sånger eller mittemellan (Salvadore! och Talking Music).

### Tommie Smajls Poporkester
- 1994 - På samma planet (Viva och Megaphone).
- 1996 - Det får ta den tid det tar (Viva och Megaphone).

### Singlar
- 1994 - På samma planet (Viva och Megaphone).
- 1994 - Man vet inte vad man har (Viva och Megaphone).
- 1996 - Ingenting (Viva och Megaphone).
- 1996 - Mauritz (Viva och Megaphone).
- 2000 - Underbara saker just för två (Day Glo och Slingshot).
- 2004 - Idol (Salvadore! och Naxos).
- 2004 - Fint Väder (Salvadore! och Naxos).
- 2006 - Drabba mig.
- 2009 - Rotad/Skör.

### Medverkar på skivor
- 2003 - Nålens öga (Hemlandssånger).